# Tênis em cadeira de rodas nos Jogos Paralímpicos de Verão de 2012
As competições de tênis em cadeira de rodas nos Jogos Paralímpicos de Verão de 2012 foram disputadas entre os dias 1 e 8 de setembro no Eton Manor, em Londres.
Participam atletas cadeirantes com deficiências que afetem uma ou ambas as pernas, como amputações, lesões medulares ou paralisia. Atletas tetraplégicos usam cadeiras motorizadas e competem na modalidade quad, aberta para ambos os gêneros, embora nenhuma mulher tenha sido inscrita nesta modalidade.

## Calendário
| Agosto/setembro           | 29 | 30 | 31 | 1 | 2 | 3 | 4 | 5 | 6 | 7 | 8 | 9 |
| ------------------------- | -- | -- | -- | - | - | - | - | - | - | - | - | - |
| Tênis em cadeira de rodas |    |    |    |   |   |   |   | 1 |   | 2 | 3 |   |

|  | Dia de competição |  | Dia de final |

## Eventos
- Simples masculino
- Simples feminino
- Simples tetraplegia
- Duplas masculinas
- Duplas femininas
- Duplas tetraplegia

## Medalhistas
Masculino
| Evento           | Ouro                                    | Prata                                       | Bronze                                       |
| ---------------- | --------------------------------------- | ------------------------------------------- | -------------------------------------------- |
| Simples detalhes | Shingo Kunieda JPN Japão                | Stéphane Houdet FRA França                  | Ronald Vink NED Países Baixos                |
| Duplas detalhes  | Stefan Olsson Peter Vikström SWE Suécia | Frédéric Cattanéo Nicolas Peifer FRA França | Stéphane Houdet Michael Jeremiasz FRA França |

Feminino
| Evento           | Ouro                                            | Prata                                            | Bronze                                       |
| ---------------- | ----------------------------------------------- | ------------------------------------------------ | -------------------------------------------- |
| Simples detalhes | Esther Vergeer NED Países Baixos                | Aniek van Koot NED Países Baixos                 | Jiske Griffioen NED Países Baixos            |
| Duplas detalhes  | Marjolein Buis Esther Vergeer NED Países Baixos | Jiske Griffioen Aniek van Koot NED Países Baixos | Lucy Shuker Jordanne Whiley GBR Grã-Bretanha |

Quad
| Evento           | Ouro                                            | Prata                                           | Bronze                                   |
| ---------------- | ----------------------------------------------- | ----------------------------------------------- | ---------------------------------------- |
| Simples detalhes | Noam Gershony ISR Israel                        | David Wagner USA Estados Unidos                 | Nicholas Taylor USA Estados Unidos       |
| Duplas detalhes  | Nicholas Taylor David Wagner USA Estados Unidos | Andrew Lapthorne Peter Norfolk GBR Grã-Bretanha | Noam Gershony Shraga Weinberg ISR Israel |

## Quadro de medalhas
| Ordem | País               | Medalha de ouro | Medalha de prata | Medalha de bronze |    |
| ----- | ------------------ | --------------- | ---------------- | ----------------- | -- |
| 1     | NED Países Baixos  | 2               | 2                | 2                 | 6  |
| 2     | USA Estados Unidos | 1               | 1                | 1                 | 3  |
| 3     | ISR Israel         | 1               |                  | 1                 | 2  |
| 4     | JPN Japão          | 1               |                  |                   | 1  |
| 4     | SWE Suécia         | 1               |                  |                   | 1  |
| 6     | FRA França         |                 | 2                | 1                 | 3  |
| 7     | GBR Grã-Bretanha   |                 | 1                | 1                 | 2  |
| TOTAL | TOTAL              | 6               | 6                | 6                 | 18 |